# Apatura bieti
Apatura bieti är en fjärilsart som beskrevs av Charles Oberthür 1885. Apatura bieti ingår i släktet Apatura och familjen praktfjärilar. Inga underarter finns listade i Catalogue of Life.